# Katowice Brynów
Katowice Brynów – nieczynny przystanek kolejowy w Katowicach obsługujący dawniej połączenia Szybkiej Kolei Regionalnej, a także ruch lokalny Katowice – Bielsko-Biała/Żywiec oraz Katowice – Rybnik/Wodzisław Śląski.

## Ruch pasażerski
| Rok  | Wymiana pasażerska na dobę |
| ---- | -------------------------- |
| 2017 | 50-99                      |
| 2022 | 20-49                      |

W grudniu 1981 r., tuż po pacyfikacji KWK "Wujek", na stacji Katowice-Brynów, ulokowanej bezpośrednio przy tym zakładzie, nie zatrzymywały się pociągi. Budynek dworca został rozebrany we wrześniu 2005 roku.
Od 9 marca 2025 roku przystanek nie jest obsługiwany przez pociągi osobowe (za wyjątkiem dnia 30 marca, w związku z otwarciem Stadionu Miejskiego w Katowicach). Przystanek kolejowy zostanie przeniesiony do nowej lokalizacji, pomiędzy ulicą Raciborską i Kochłowicką, na północ od obecnej lokalizacji.